# Spas (rejon kołomyjski)
Spas (ukr. Спас) – wieś na Ukrainie, w obwodzie iwanofrankiwskim, w rejonie kołomyjskim, w hromadzie Wierbiąż Niżny. W 2001 roku liczyła 3093 mieszkańców.
Dawniej wyróżniano oddzielne miejscowości Ispas Dolny (ukr. Долішній Іспас, Dolisznij Ispas) i Ispas Górny (ukr. Горішній Іспас, Horisznij Ispas), które w 1946 roku przemianowano odpowiednio na Dolisznie (ukr. Долішнє) oraz Hirśke (ukr. Гірське). W 1995 roku wsie scalono pod nazwą Spas.
W II Rzeczypospolitej Ispas Dolny i Górny należały do gminy wiejskiej Wierbiąż Wyżny w powiecie kołomyjskim, w województwie stanisławowskim.